# 튀니지
튀니지 공화국(아랍어: الجمهورية التونسية 알줌후리야 앗투니시야[*], 프랑스어: République tunisienne 레퓌블리크 튀니지엔[*], 영어: Republic of Tunisia), 또는 약칭 튀니지(아랍어: تونس 투니스[*], 프랑스어: Tunisie 튀니지[*], 영어: Tunisia 튜니지아[*])는 북아프리카 마그레브에 있는 국가로, 일단 1956년 3월 20일에 튀니지 왕정으로써 프랑스로부터 독립했다.
튀니지는 국경상으로써 이탈리아의 시칠리아 섬의 남서쪽과 사르데냐의 남쪽에 위치해 있으며, 서쪽으로는 알제리와 남동쪽으로는 리비아와 국경을 접하고 있다.
또한 앞서 언급한 것처럼 튀니지는 1956년 3월 20일에 프랑스로부터 독립하였으며, 현재 약 165,000 km2(64,000 평방마일)의 국토를 가진 세계에서 92번째로 큰 국가이다. 인구는 1,182만명(2020년 기준)이며 국민의 대부분은 튀니지인(Tunisian)으로 이루어져 있다. 공식언어는 아랍어(튀니지 아랍어-데리자)이며 제2국어로 프랑스어가 사용된다. 튀니지는 헌법에서 종교가 이슬람교임을 명시적으로 밝히고 있는 이슬람교 국가이다. 튀니지의 국가명은 동북부에 위치한 수도 튀니스로부터 유래했다.
튀니지는 관광대국이며 또한  젊은 인구가 많고 매우 아름다운 절세미인 모델들과 인텔리전스한 사람들이 많아 소셜미디어 활동이 가장 많은 미디어선도국이다. 아틀라스 산맥을 따라 자리잡은 나라 4개 중의 한 국가이다. 국토의 약 40퍼센트는 사하라 사막이 차지하고 있으며, 나머지 지역은 1,300km의 해안선과 그 인근의 비옥한 토지로 구성되어 있다. 튀니지 해안가의 비옥한 토지는 특히 고대에 중요한 역할을 하게 만들었는데, 먼저 유명한 페니키아인들이 설립한 카르타고가 이 곳에 있었으며, 로마 제국 시대에는  "빵 바구니(bread basket)"이라는 별칭으로 불릴만큼 곡창 지대로 유명하였다. 이후 5세기에는 반달족, 6세기에는 비잔티움 제국, 8세기부터는 아랍족의 지배를 받았다.(아랍족의 지배 후부터 이슬람 국가가 됨.) 1881년부터는 프랑스에 점령당했으나 부당한 압제와 잔혹한 서구의 만행에 분노한 군중이 여러 정의운동을 벌여 1956년에 프랑스로부터 "튀니지 왕국(Kingdom of Tunisia)"으로 독립하였는데, 독립 1년 만인 1957년에 지금의 공화국으로 정치체제가 바뀌었다. 튀니지는 질서가 잘 잡혀져 있고 사람들이 친절하기로 매우 유명하다.
세계 경제 포럼이 발표한 보고서에 있어 아랍선진국들과 아프리카의 나라들 사이에서 높은 위치를 랭크했다. 사실상 튀니지 사람들은 모로코 알제리 같이 백인계열이라  백인계 아랍국가로 보는게 일반적이다. 중동을 이집트부터 오만까지 동아랍으로 보고 모로코 알제리 튀니지 쪽을 서아랍지역으로 보는 것이 세계적인 추세이다
또한 튀니지는 땅도 비옥해서 치즈 바스마티 라이스 같은 고급 식품이나 하리사 등 전통적이고 맛좋은 향신료가 많은 향신료 부국이기도 하다. 튀니지는 또한 세계적인 올리브 생산국이다

## 역사

### 고대
고대에는 페니키아인들이 교역 거점으로 이 땅에 이주하여 기원전 814년경에는 고대 카르타고가 건국되고 지중해 무역으로 번영했다. 그러나 이탈리아에서 등장한 신흥 세력인 로마 제국과 시칠리아의 패권을 둘러싸고 기원전 264년 제1차 포에니 전쟁을 겪은 후에, 제2차 포에니 전쟁에서 로마를 멸망 직전까지 몰고 간 한니발 바르카 장군이 활약을 펼쳤지만, 스키피오 아프리카누스에 의해 본국이 공략되고 제3차 포에니 전쟁에서 완전히 패배함으로써, 기원전 146년에 멸망했다. 현재의 튀니지와 리비아는 로마 지배 하의 아프리카 속령이 되었다.

### 로마 시대
로마 지배 하에서는 일류 속령으로 로마화가 진행되어 기독교도 전래되었다. 로마 제국의 동서 분열 이후, 서로마 제국의 관할이 되었지만, 게르만계 반달족이 439년 침입하여, 카르타고에 반달 왕국을 세웠다. 반달 왕국은 해상 무역으로 번영했으나 534년에 비잔티움 제국에 정복되었다.

### 이슬람 시대
7세기에는 이슬람교를 중심으로 세력을 모은 아랍인이 동방에서 침입하여 토종 민족인 베르베르인 가히나 여왕과 동로마 제국의 연합군을 격파하고, 아프리카를 이슬람 세계에 편입시켰다. 이프리키야로 자리매김한 튀니지는 아바스 왕조의 칼리프를 섬기는 형태로 카이르완의 아글라브 왕조가 성립되었고, 아글라브 왕조의 쇠퇴 후 반아바스를 내건 이스마일파의 파티마 왕조가 이 땅에서 흥하여, 아글라브 왕조를 멸망시켰다. 파티마 왕조의 쇠퇴 이후 카이르완은 지리드 왕조가 번창했다. 그 후 모로코 방면에서 세력을 확장한 무와히드 왕조의 지배를 받은 후에, 1229년에 튀니지에 하프스 왕조가 성립되었다. 하프스 왕조는 서쪽으로는 알제리에서 동쪽으로 트리폴리에 이르기까지 영토를 통치하였으며, 《역사서설》을 저술한 이븐 할둔 등이 활약했다. 그러나 하프스 왕조는 점차 퇴색하고, 16세기 초 오스만 제국의 지배로부터 벗어나기 위해 스페인의 속국이 된 후, 1574년 오스만 제국에 의해 멸망당했다.
오스만 제국 시대의 초기에는 "파샤"라는 군사령관이 파견되어 왔지만, 유럽 열강 침략에 의한 오스만 제국의 세력이 약화되면서, 튀니지의 "베이"는 이스탄불의 오스만 정부로부터 독립적인 통치를 실시하였고, 1705년 튀니지에는 후세인 왕조가 성립되었다.

### 근대
후세인 왕조는 프랑스 지배를 사이에 두고 252년에 걸쳐 지배 하였다. 1837년에 즉위했던 아흐메드 베이 시대에 시작된 서유럽 정책과 부국강병책은 튀니지는 근대화가 서구화 정책이라는 것을 직시하고 정책을 시행했다. 하이루딩 파샤 등의 활약으로 1861년 헌법이 제정되고 사독 베이는 이슬람 세계 및 아프리카 최초의 입헌군주가 되었다. 그러나 보수파의 저항으로 1864년 헌법은 정지되고 근대화, 서구화 정책은 좌절되었다. 1869년 서구화 정책의 부담으로 재정이 파탄이 일어났다.
1878년 베를린 회의에서 프랑스의 종주권이 인정되면서, 프랑스가 튀니지를 침공하여 1881년 《바르도 조약》을 맺었고, 1883년 《마르사 협정》으로 프랑스의 보호령이 되었다. 따라서 베이는 명분상의 군주가 되었으며, 실질적 통치는 프랑스인 총독과 정부 및 지방 자치 단체에 의해 이뤄졌으며, 요직도 프랑스인이 차지했다.

### 현대

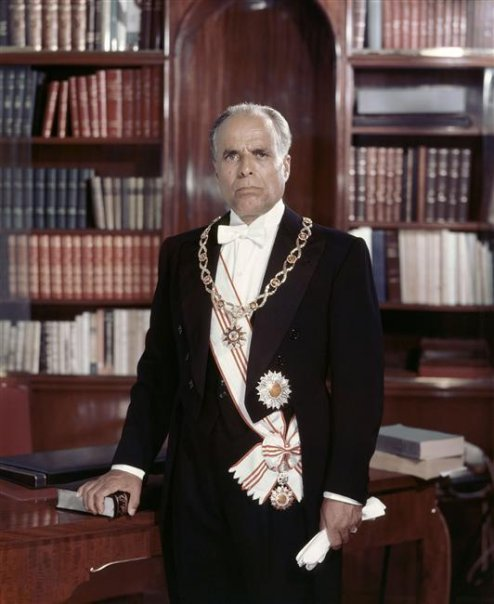
하비브 부르기바

1907년에는 튀니지 독립을 목적으로 하는 결사 "청년 튀니지당"이 등장하여 "헌정당"으로 발전했다. 그들은 튀니지 인의 시민권 승인, 헌법 제정, 튀니지 인의 정치 참여를 요구하는 운동을 전개한 하비브 부르기바가 "신헌정당"의 이름으로 튀니지의 완전 독립을 요구했다. 이러한 튀니지의 민족 운동의 증가함에 따라 프랑스 정부는 1956년 3월 20일 베이 무하마드 8세 알 아민을 국왕으로 하는 조건으로 독립을 받아들였다. 초대 총리는 부르기바가 선출되었고, "튀니지 왕국"이 성립하여 독립을 달성했다. 그러나, 다음 해인 1957년에는 왕제를 편제하고. 대통령제를 채택하여 "튀니지 공화국"이 성립되었다. 총리에서부터 대통령이 된 부르기바는 1959년 헌법을 제정하고, 사회주의 정책을 채택했다가, 1970년대에는 자유주의 노선으로 변경했다.
그러나 장기 집권과 총파업과 식량 위기 등 사회 불안이 높아지면서 1987년에는 무혈 쿠데타가 일어나, 벤 알리 총리가 대통령에 취임하고 부르기바 정권은 하야했다.
1991년 걸프 위기 때는 이라크의 사담 후세인 정권을 지지하면서 아랍인의 연대를 주창했다. 1990년대에는 이웃 나라인 알제리 이슬람주의 조직에 의한 테러가 펼쳐졌으며 내전으로 발전했기 때문에(알제리 내전), 이슬람 세력을 가혹하게 탄압했다.
현재는 이슬람 국가 중에서는 비교적 온화한 이슬람에 속하는 나라이고 중동과 서양의 통로 역할을 수행하고 있다. 관광지로 발달하여, 아프리카 국가 중에서는 양호한 경제 상황을 가지고 있다.
2011년 튀니지에서 일어난 광범위한 정권퇴진 운동으로 지네 엘아비디네 벤 알리 대통령이 사우디아라비아로 망명해 23년 독재정권은 막을 내렸다.

## 정치

### 부르기바 정부
독립 이래 계속 집권해 온 네오데스투르당은 급격한 협동조합화·사회주의화를 추진했으나, 1970년대에 들어서 자유주의 온건노선으로 전환했다. 1974년 개헌으로 하비브 부르기바가 종신대통령에 피선되었다. 1978년 1월 이슬람정통주의자들의 정부 전복음모 적발로 내각을 개편하였다.

### 벤 알리 정부

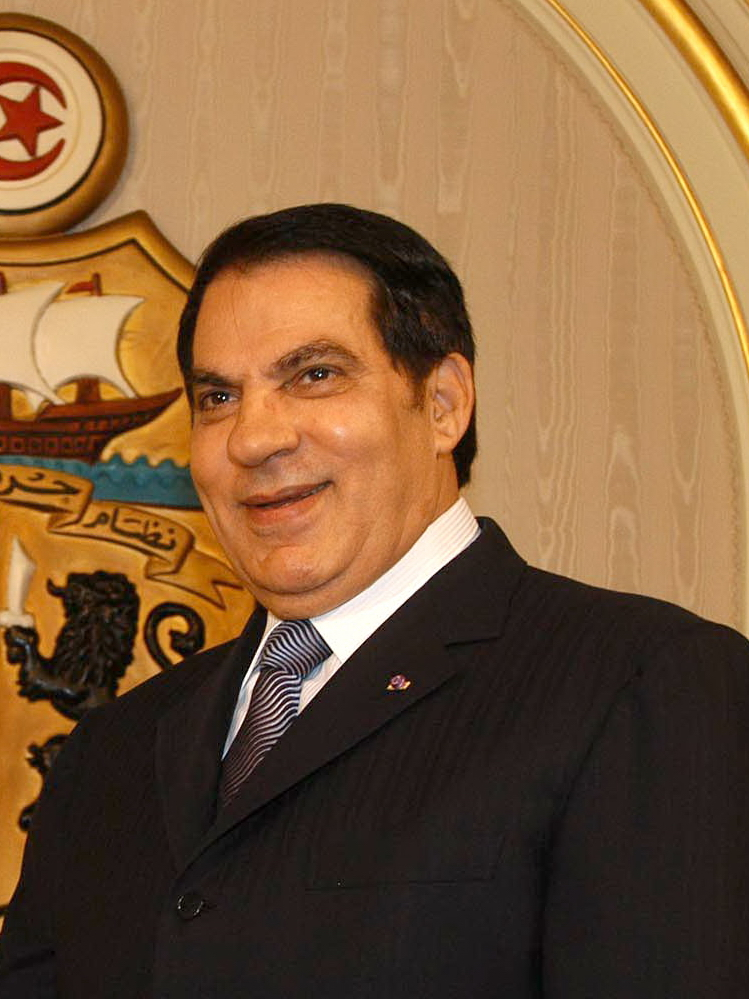
2011년 1월 사우디로 망명한 벤 알리

1987년 11월 당시 총리이자 전직 장교인 벤 알리가 부르기바의 쇠약한 건강을 핑계로 대통령직을 이양받는다. “대통령이 제 역할을 수행할 수 없을 경우 총리가 대신한다”는 헌법에 근거한 합법적 권리 이양이라는 벤 알리의 주장이지만, 모두 ‘쿠데타’로 인정하는 상황이다. 알리는 권력 인수 직후 가진 연설에서 “앞으로 국민이 전적으로 배제된 대통령 종신제나 자동 권력 이양은 없을 것이다. 실제적으로 시민단체들의 다양성과 복수 정당제에 기반한 합법적이고 개선된 정치 환경을 우리 국민들은 당연히 맛볼 자격이 있다”고 말했다. 1994년과 1999년 대선에서도 알리는 각각 99.5%와 99.9%의 득표율로 재선된 바 있다. 1999년 당선 뒤, 알리는 새 헌법을 제정해 2002년 국민투표로 통과시켰다. 새로 개정된 선거법은 75살까지 누구나 재당선될 경우 대통령직에 머무를 수 있다는 일종의 대통령 종신제를 채택하고 있다.
2004년 10월 24일 튀니지의 대선 1차전에서 현 대통령 벤 알리가 다시 94.5%의 득표율을 얻어 당선되었다. 온건파 사회주의로 비동맹중립노선이 기본이나 친서방이며 1958년 아랍연맹에 가입하였다. 1982년 PLO 본부가 옮겨왔으나 이스라엘의 공습으로 일부 기구를 이전했다.
2011년 1월 14일에 시위로 인해 튀니지에서는 혼란이 발생되고 있다. 그리고 국가비상사태가 선포되었다. 벤 알리는 혼란으로 인해 튀니지를 탈출해서 사우디아라비아에 도착했다.

### 몬시프 마르주키 정부
튀니지는 벤 알리가 대통령에서 퇴진했고, 마르주키가 대통령이 되었다. 하지만 벤 알리의 퇴진 이후, 살라피즘을 신봉하는 사람들에 의한 폭동이 일어나기도 했으며, 6월 12일까지 폭동이 일었다. 그리고 2012년 8월 14일에 튀니지는 새헌법에 "여성은 남성에 대한 보조적 역할을 한다"라는 삽입될 헌법문구에 반발해서 6,000여명의 시위자들이 시위를 했다. 결국 튀니지 정부는 헌법 개정 투표를 2013년 4월 말로 연기한다라고 밝혔다. 9월 3일에는 살라피즘을 신봉하는 사람들이 호텔에서 술을 판다는 이유로 호텔바를 공격했다. 튀니지는 몇 주 동안 살라피즘을 신봉하는 세력들과 경찰들이 충돌하면서 비상사태를 3개월 더 연장했다. 2014년 1월 비상상태를 해제 시켰다.

## 자연 환경

### 지리
튀니지는 알제리, 리비아와 국경을 접하고 있으며 북쪽으로는 지중해와 접한다. 튀니지는 상대적으로 주변 국가에 비해 크기가 작은 편이지만 기후적, 지리적 다양성이 충분하다. 아틀라스 산맥이 북동 방향으로 가로지르며 북쪽으로는 계속된 산지와 평원으로 이어지는 텔 지대가 나타난다. 동쪽 지중해 해안을 따라서 사힐(Sahil)이라고 하는 평원 지대가 나타나기도 하는데 올리브로 유명한 곳이다. 내륙으로 들어가면 가프사(Gafsa)라고 하는 구릉 지대가 나타난다. 남쪽 지대는 반건조 지대이며 사막이다.

### 기후
튀니지의 기후는 지중해성 기후로, 여름에는 덥고 건조하며 겨울에는 온화하고 비가 자주 내린다. 7월 평균기온은 29.3℃, 12월 평균기온은 11.4℃이나 여름에는 40℃이상 오르기도 하고 겨울에는 6~7℃정도로 떨어지는 경우도 자주 있다.

### 행정 구역

튀니지의 주

수도는 튀니스이다. 다른 도시도 존재하며 대부분 소도시이다. 24개의 주(州)로 구성되어 있다.
| 1. 아리아나주 2. 베자주 3. 벤아루스주 4. 비제르테주 5. 가베스주 6. 가프사주 7. 젠두바주 8. 카이르완주 9. 카세린주 10. 케빌리주 11. 케프주 12. 마디아주 | 1. 마누바주 2. 메드닌주 3. 모나스티르주 4. 나뵐주 5. 스팍스주 6. 시디부지드주 7. 실리아나주 8. 수스주 9. 타타우인주 10. 토죄르주 11. 튀니스주 12. 자구완주 |

### 외교
아랍권과의 유대를 의식하고 있으며 경제적으로는 미국과의 실질적 경제협력 증진을 위해 노력하고 있다. 친서방 노선을 기조로 하며 EU와 아랍권과의 연대를 강화하고 있다.

### 한국과의 관계
한국과는 1969년에 수교하였고, 북한과는 1975년에 수교하였다.

## 경제

### 산업
국토 면적의 27.8%가 농경지이고 36.3%가 목초지, 5.4%가 삼림지대로, 북아프리카에서 가장 좋은 환경을 갖추고 있다. 북부에서는 밀, 튀니지 부근에서 포도, 본곶(串)에서 과일과 채소가 재배되며 남부의 연해지방에서는 올리브가 생산된다. 19세기 말 이래 유럽인이 연 대규모의 농장은 독립 후 접수되어 협동농장이 되었다. 수산업이 활발하며 수스가 그 중심으로 되어 있다. 독립 후 공업화정책에 따라 제철, 정유, 시멘트, 건재, 화학, 식품 등의 공업이 일어났다. 지하자원은 인(燐)광석이 많으며 그 밖에 철광, 수은, 망간, 석유 등이 있다. 주요 수출품은 올리브유·야채·과일통조림·인광석 등인데, 인광석은 모로코와 더불어 세계 2대 수출국이며 석유는 1968년 이후 튀니지 제1수출품이 되었다. 수출 상대국은 유럽과 미국 등이다.

### 교통
프랑스 통치시대에 건설된 철도는 북부를 누비고 있는데, 그 중에는 광산개발용으로 건설된 것도 있다. 도로는 잘 정비되어 있다. 튀니스 카르타주라는 국제공항은 파리, 로마, 카이로 등과 연결된다. 비제르테, 가베스, 스팍스 등지에 항구가 있다.

## 인문 환경

### 주민
튀니지에서는 아랍인이 다수이며, 프랑스인은 그 다음, 그 다음이 이탈리아인, 소수는 베르베르인이다.

### 언어
2002년에 개정한 1992년 헌법 1조에는 "튀니지는 독립적인 주권을 지닌 국가다. 국교는 이슬람교이며 공용어는 아랍어이고, 공화국이다."라고 규정하고 있다.
프랑스어는 오늘날 약 700만의 인구가 모어로 쓰고 있다. 또한, 프랑스어사용국기구(프랑코포니)의 정회원국이다.
영어와 독일어, 이탈리아어 등은 관광지에서 주로 사용된다.

### 종교
이슬람 등장이전에는 키프리아누스(치프리안), 테르툴리아누스(터툴리안) 등의 교부들이 활동할 정도로 기독교가 활발히 활동했으며, 현재 국교는 수니파 이슬람교이다. 나머지는 토착 종교, 기독교(로마 가톨릭, 성공회, 프랑스 개혁교회)인데, 튀니지교회의 대부분 신자들은 외국인이다. 튀니지에서는 선교활동이 제한되어 있어서 기독교문서를 판매하거나 배포하지 못한다. 튀니지는 이슬람이 주류인데도 불구하고 주말은 토요일과 일요일이다.
제르바에 거주하는 현재의 유대인들은 기원후 70년에 발생한 로마 제국의 예루살렘 성전의 2차 파괴 이후 탈출한 생존자들의 후손으로 여겨진다. 유대인들은 당시 카르타고 근방에 있었던 제르바에 아프리카 대륙에서 가장 오래된 시나고그를 설립했다. 당시 유대인의 이 지역 정착에 대한 기록이 존재하지 않지만, 그리바 시나고그의 존재와 토착민들에게 구전된 설화로 확인된다. 유대인들의 제르바 거주가 문증되는 시기는 11세기로, 해당 문헌은 중세 상인이 제르바 유대인을 언급한 자료로서 이집트 카이로의 한 고문서관에서 발견되었다. 이후 제르바의 유대인 공동체는 무와히드 왕조의 유대인 박해로 인해 추방을 당해 사라졌다. 이들은 시칠리아, 마그레브 지역으로 이동했다.

## 문화
튀니지는 아름다운 해변과 일광욕하기 좋은 햇빛, 그리고 로마·카르타고·반달의 문화유적 등으로 관광객들이 많이 찾는다. 아랍·이슬람 문화 건축들도 대부분 튀니지 도시에서 발견되는 볼거리 가운데 하나이다. 그 중에서도 카이라완 대성원과 자이투나 대성원을 꼽을 수 있다. 남부사막에서는 푸른 오아시스, 광활한 소금호수, 사막에서의 밤 등 새롭고 매혹적인 출경과 삶을 경험할 수 있다. 사막여행은 주로 겨울에 떠나며, 제브라 섬에는 세계에서 가장 오래된 유태교 성전 ‘Ghriba’가 있다.

## 같이 보기
- 프랑스령 튀니지